# Leda (affresco)
La Leda è un affresco proveniente da Villa Arianna, rinvenuto durante gli scavi archeologici dell'antica città di Stabiae, l'odierna Castellammare di Stabia e conservato al Museo archeologico nazionale di Napoli.

## Storia e descrizione
L'affresco risale alla prima metà del I secolo, in terzo stile ed era posizionato al centro di un pannello della parete di un cubicolo di Villa Arianna, stanza nella quale si trovavano altre tre figure femminili, Flora, Medea e Diana: quella zona della villa era probabilmente dedicata alla donne. L'opera fu ritrovata nel 1759, a seguito delle esplorazioni archeologiche volute dai Borbone e fu quindi staccata per entrare a far parte della collezione reale.
Tema ricorrente nella pittura greca e romana, di puro gusto ellenistico, la figura di Leda con il cigno, si presenta su uno sfondo verde, nell'atto di camminare, quasi velocemente, con le vesti mosse dal vento ed il seno nudo. Nel braccio sinistro tiene il cigno, mentre con la mano destra cerca di tener fermo il mantello, che svolazzante, le copre tutta la schiena. L'affresco è molto simile ai ritratti di danzatrici e Menadi, in particolar modo all'affresco delle Menadi danzati della Villa di Cicerone a Pompei.